# 抹大拉的马利亚教堂
抹大拉的马利亚教堂（俄语：Храм Марии Магдалины）是耶路撒冷的一座俄罗斯正教会教堂，位于橄榄山，靠近客西马尼园。 

## 历史
这座教堂纪念的是耶稣的女门徒抹大拉的马利亚。根据《马可福音》第16章的记载，抹大拉的马利亚是最早看到耶稣复活的人。扬森认为她与伯大尼的马利亚是同一人。这座教堂由沙皇亚历山大三世兴建于1886年，以纪念他的母亲玛丽亚·亚历山德罗夫娜。教堂是俄罗斯流行的帐篷屋顶风格，包括7个独特的镀金洋蔥形圓頂。抹大拉的马利亚教堂隔着汲沦谷与圣殿山相对。
埋葬在这座教堂的有伊丽莎白·费奥多罗芙娜大公夫人以及與她同行的瓦尔瓦拉·雅科夫列娃，以及大公夫人的外甥女、伊丽莎白二世的婆婆黑森-巴腾堡公主艾丽丝；艾丽丝公主曾在纳粹占领希腊期间营救犹太人。

抹大拉的马利亚教堂
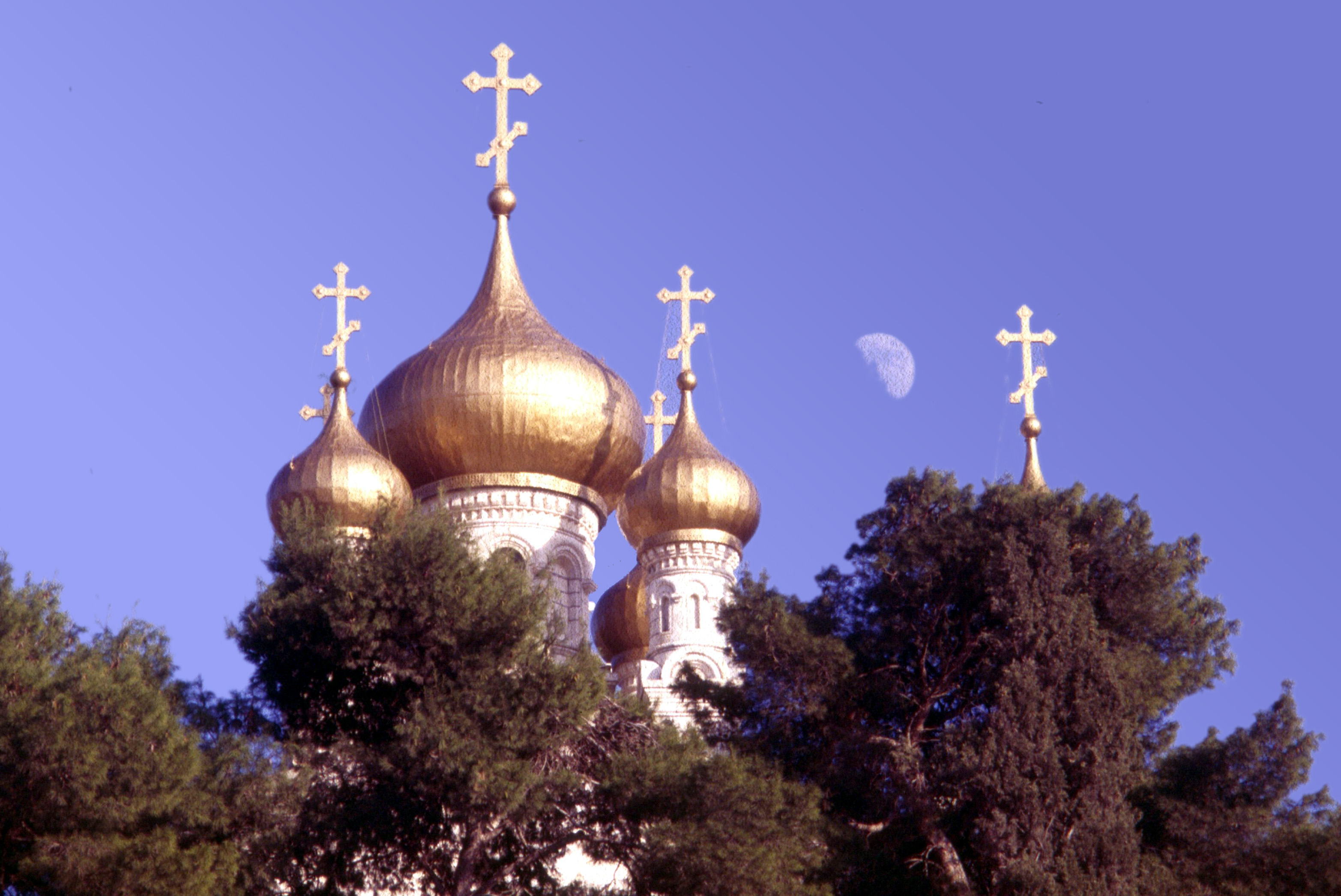
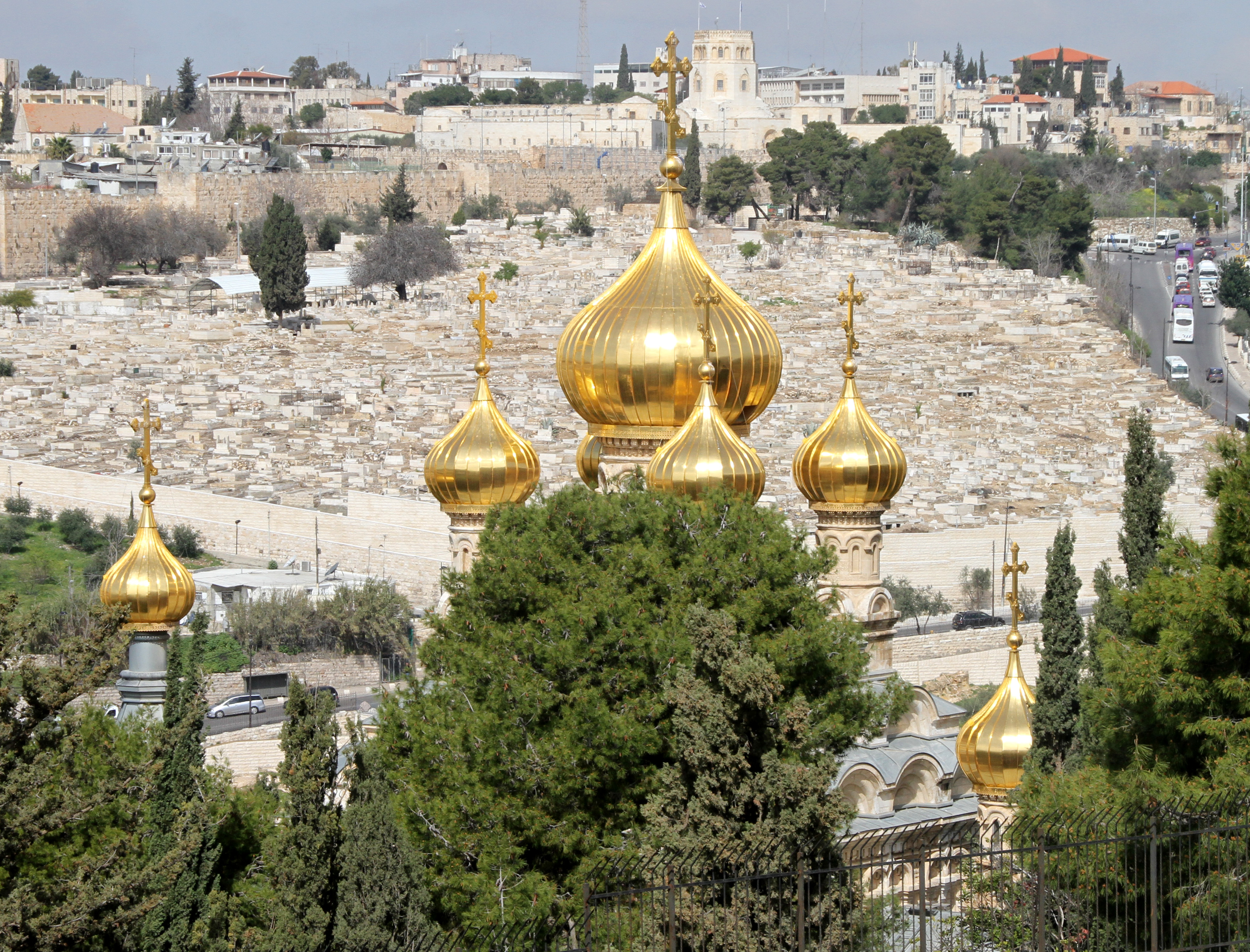
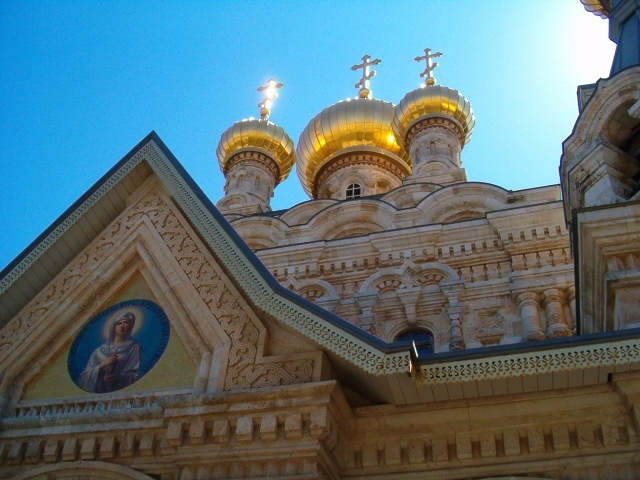
立面细部
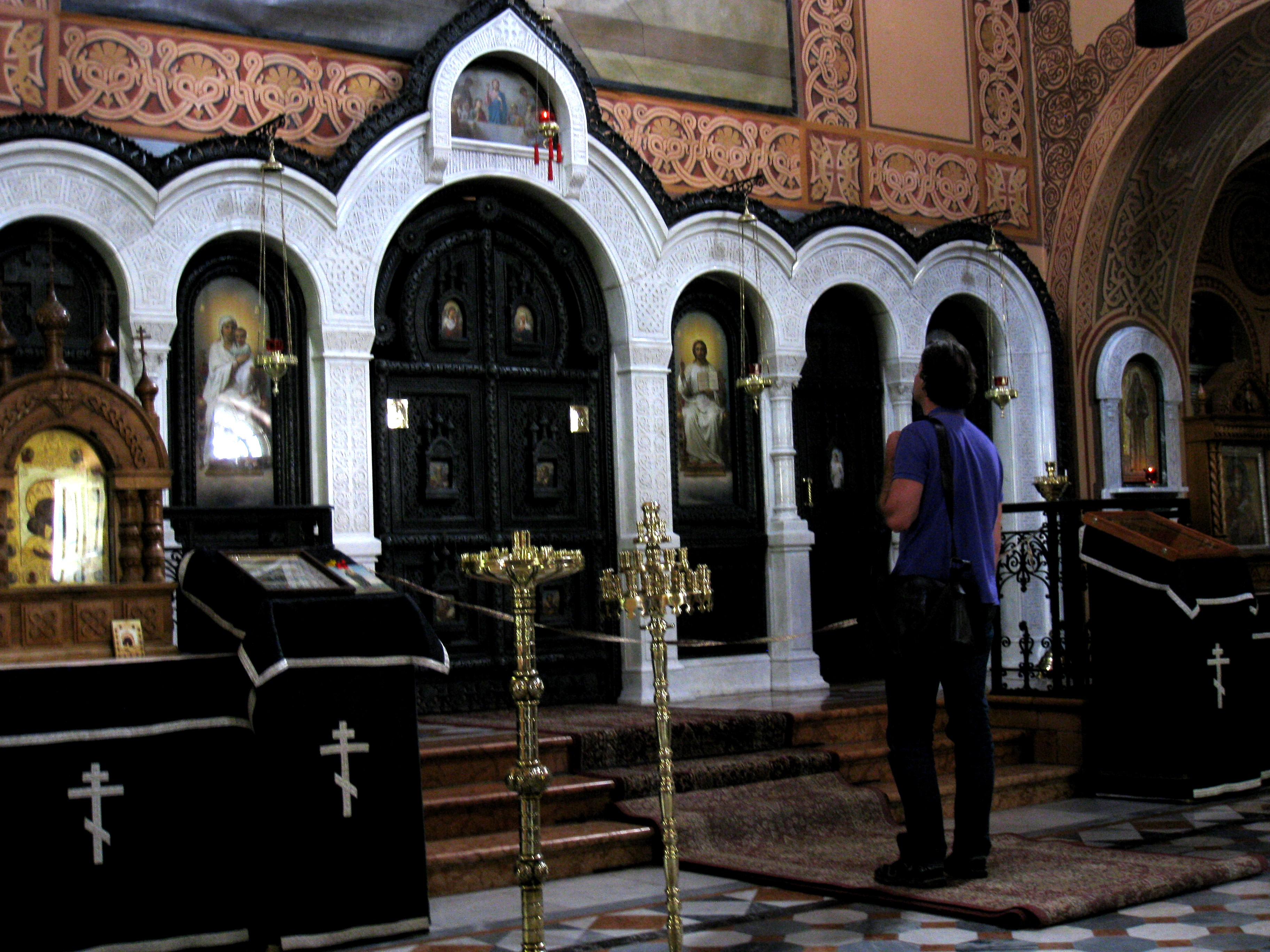
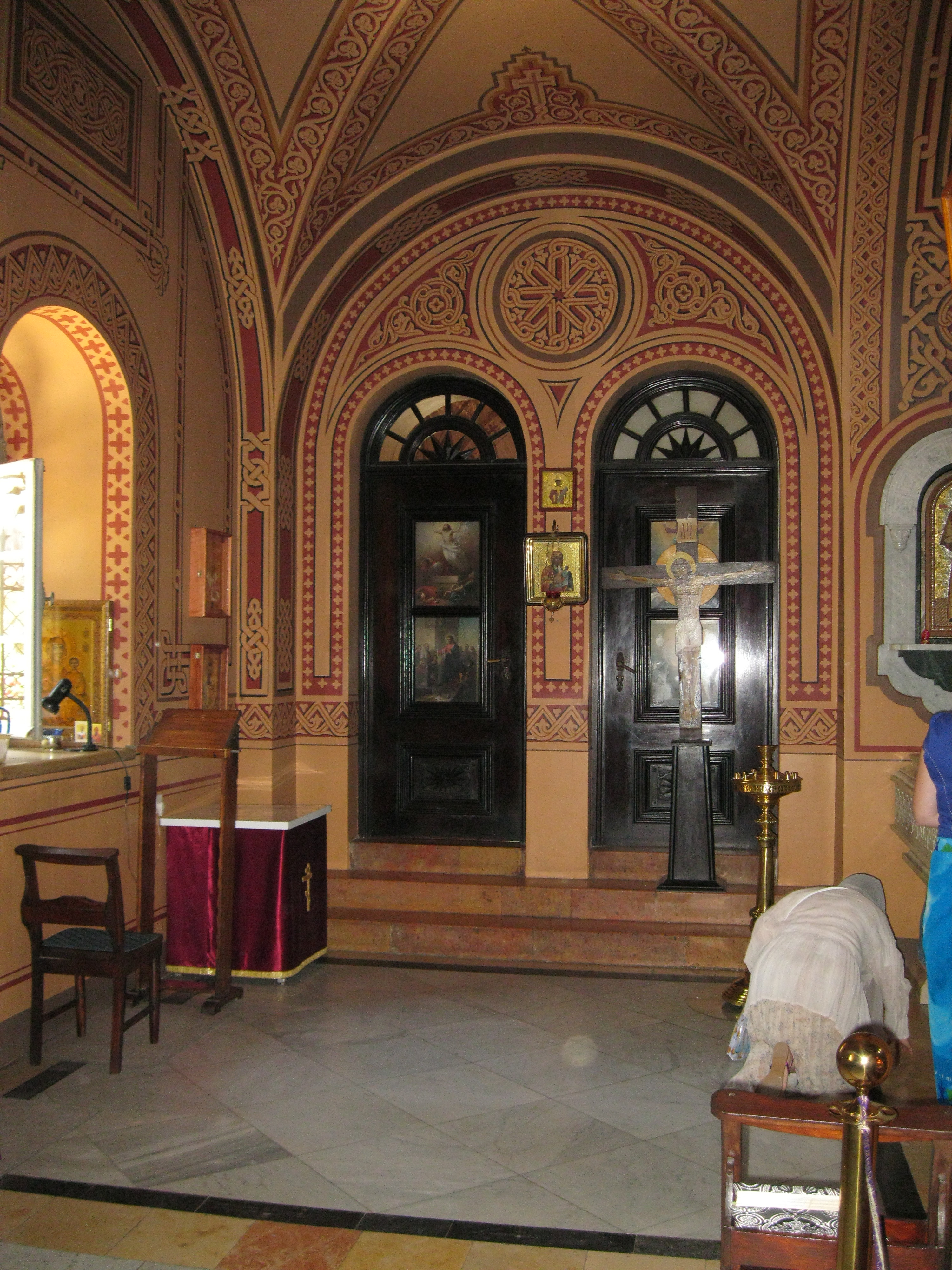